# 船橋ファッション&ビジネス専門学校
船橋ファッション&ビジネス専門学校（ふなばしファッションアンドビジネスせんもんがっこう）は、千葉県船橋市にあった私立専門学校。

## 沿革
- 1948年 - 「船橋ドレスメーカー学院」として開校。
- 1976年 - 専修学校法成立にともない、「船橋女子専門学校」と校名を改称。家政専門課程及び家政高等課程を設置。
- 1986年 - 高等課程各学科の卒業者に大学入学資格付与認可。
- 1988年 - 「学校法人中山学園」認可設立、学校法人化及び組織変更。
- 1995年 - 専門学校船橋中山学園に校名変更、男女共学化。
- 1999年 -  商業実務専門課程コマースマネジメント科設置。
- 2004年 - 船橋ファッション&ビジネス専門学校に校名を改称[1]。
- 2013年3月 - 閉校

## 設置学科
- 服飾家政専門課程ファッション科

## 施設概要
校舎（教室棟）
- 竣工年：
- 延床面積：3,388.45m2
- 構造：RC4階建

## 所在地
〒273-0005 千葉県船橋市本町2-3-21

## 交通手段
- JR東日本船橋駅北口より、徒歩で10分
- 京成本線京成船橋駅北口より、徒歩で9分

## 脚註
1. ↑  専門学校船橋中山学園お知らせ